# Stanton (Iowa)
Pour les articles homonymes, voir Stanton.
Stanton est une petite ville du comté de Montgomery dans l'Iowa aux États-Unis. Sa population s'élevait à 689 habitants lors du recensement de 2010.